# كونغرس كانساس
كونغرس كانساس (بالإنجليزية: Kansas Legislature)‏ هي الهيئة التشريعية لكانساس، تتكون من المجلس الأعلى مجلس شيوخ كانساس ، والمجلس الأدنى مجلس نواب كنساس .